# James Edward Keeler
James Edward Keeler, född 10 september 1857 i LaSalle, Illinois, död 12 augusti 1900, var en amerikansk astronom.
Keeler var 1884–1886 assistent vid Allegheny Observatory och anställdes 1886 vid Lick Observatory på Mount Hamilton i Kalifornien, där de spektroskopiska arbetena anförtroddes åt honom. Där undersökte han nebulosornas spektra och lyckades för första gången bestämma radialhastigheterna hos några nebulosor. Dessutom publicerade han en mängd värdefulla avhandlingar över planeternas, kometernas och fixstjärnornas spektra samt över konstruktionen av spektralanalytiska apparater med mera.
År 1891 blev han professor vid University of Pittsburgh och direktor för Allegheny Observatory. Där utförde han det arbete över Saturnusringens konstruktion, som gav honom världsrykte: A Spectroscopic Proof of the Meteoric Constitution of Saturn's Rings (1895). I detta arbete uppvisade han på spektralanalytisk väg, att Saturnus ringar måste bestå av en mängd små, var för sig osynliga kroppar, som omkretsar planeten, och han löste därigenom ett problem, som sedan århundraden varit föremål för astronomernas uppmärksamhet. År 1898 blev Keeler direktor för Lick Observatory, och han ägnade sig där uteslutande åt det fotografiska studiet av nebulosorna och stjärnhoparna. De resultat han därvid, efter många och långvariga försök samt förbättringar av instrument och metoder uppnådde, blev av epokgörande betydelse. De publicerades postumt i verket Photographs of Nebulæ and Clusters Made with the Crossley Reflector (1908).

## Utmärkelser
Keeler tilldelades Rumfordpriset 1898 och Henry Draper-medaljen 1899.
Asteroiden 2261 Keeler är uppkallad efter honom.

## Asteroider upptäckta av James Edward Keeler
| 452 Hamiltonia  | 6 december 1899 |
| (20958) A900 MA | 29 juni 1900    |